# Уваров, Алексей Алексеевич
Граф Алексе́й Алексе́евич Ува́ров (12 [24] ноября 1859, Неаполь — 8 [21] октября 1913, Черкасское, Саратовская губерния) — русский общественный деятель и политик, член III Государственной думы от Саратовской губернии.

## Биография
Родился в Неаполе 24 ноября 1859 года. Происходил из старинного дворянского рода Уваровых. Сын известных археологов графа Алексея Сергеевича Уварова и княжны Прасковьи Сергеевны Щербатовой.
В 1883 году окончил юридический факультет Императорского Московского университета.
С 1885 года служил чиновником особых поручений при варшавском генерал-губернаторе. В 1887—1888 годах был заведующим одним из делопроизводств в канцелярии генерал-губернатора.
В 1890 году вышел в отставку и поселился в своем имении Саратовской губернии, где посвятил себя ведению хозяйства и общественной деятельности. Землевладелец Московской, Пензенской и Саратовской губерний (12000 десятин). Избирался гласным Саратовского уездного и губернского земских собраний, гласным Саратовской городской думы, почетным мировым судьей по Вольскому уезду (с 1892), а также председателем Вольской уездной земской управы (1894—1895). Состоял председателем ревизионной комиссии Саратовского губернского земства.
В 1900 году принимал участие во Всемирной выставке в Париже и был награждён орденом Почётного легиона.
В июле—ноябре 1904 года служил чиновником особых поручений при Главном управлении по делам местного хозяйства МВД. Дослужился до чина статского советника (1906), состоял в придворном звании камер-юнкера (1886).
Был членом «Союза 17 октября», представлял его Саратовский отдел на 2-м съезде партии в мае 1907 года. В том же году был избран членом III Государственной думы от съезда землевладельцев Саратовской губернии. Входил во фракцию октябристов, с 3-й сессии — беспартийный, с 5-й — во фракцию прогрессистов. Состоял членом комиссий: бюджетной, по Наказу, продовольственной, по местному самоуправлению, по городским делам и по направлению законодательных предположений. Активно участвовал в думских дискуссиях. Выступал против преследования старообрядцев, поддерживал введение земского самоуправления в Царстве Польском при условии, что «окраины не требовали того, чего не имеют центральные части России».
17 ноября 1909 года состоялась дуэль между графом Уваровым и лидером фракции октябристов Гучковым: последний вызвал графа на дуэль и отказался от примирения. Граф Уваров был легко ранен, после дуэли вышел из состава фракции.
С 1912 года был членом ЦК партии прогрессистов.
Землевладелец Московской, Пензенской и Саратовской губерний (12 тысяч десятин).
Умер 8 (21) октября 1913 года в своем имении Черкасское Вольского уезда Саратовской губернии: «смерть последовала от туберкулеза и сахарной болезни»

## Семья
Был женат на Анне Ивановне Штенберг.